# Concilio di Basilea, Ferrara e Firenze
Il Concilio di Basilea, Ferrara e Firenze fu convocato da papa Martino V nel 1431, in applicazione di una disposizione conciliare (il Decreto Frequens) del Concilio di Costanza, che prevedeva la tenuta periodica di un concilio della Chiesa cattolica. Iniziato nel 1431, si svolse in più sedi, prima a Basilea, poi a Ferrara e infine a Firenze. Gli scopi del concilio furono trattare l'unione con la Chiesa ortodossa, estirpare l'eresia hussita e riformare la Chiesa.

## Basilea
Il concilio, convocato da papa Martino V, fu aperto il 23 luglio 1431 dal suo successore, papa Eugenio IV. Questi, durante il conclave che lo elesse, aveva dovuto promettere una sottomissione al Sacro Collegio, che voleva esercitare la propria influenza sul concilio ormai prossimo e sul papa stesso. I padri conciliari, ancora traumatizzati dal ricordo dello scisma d'Occidente, tuttavia già regolato dal recente Concilio di Costanza, propendevano in maggioranza per la superiorità delle proprie decisioni su quelle del pontefice (conciliarismo). Eugenio IV aveva invece ben presente il senso del primato del papa. Questi, giudicando tale propensione verso il conciliarismo in contraddizione con la tradizione della Chiesa, trasferì il concilio dalla Svizzera all'Italia, a Ferrara, nel 1438.
Intanto ci si occupò della questione ussita. Gli utraquisti raggiunsero un compromesso con il Concilio, cosa che irritò oltre misura il papa. Questi aveva incoronato a Roma il re Sigismondo come imperatore il 31 maggio 1433. Il 30 novembre dello stesso anno il Concilio propose agli utraquisti i cosiddetti Compactata di Basilea, una formula modificata dei Quattro articoli di Praga del 1420. Quindici giorni dopo il papa riconobbe, su pressioni dell'imperatore Sigismondo, il Concilio come legittimo. Dopo che gli utraquisti ebbero pesantemente sconfitto i Taboriti, contrari ai Compactata, il 30 maggio 1433 a Lipan, accettarono il 5 luglio 1436 la proposta del Concilio nell'assemblea di Jihlava (Iglau in tedesco) e Sigismondo come re di Boemia.
I conciliaristi restati a Basilea, un cardinale e diversi dottori e clero minore in numero di circa 300 membri, tentarono, spalleggiati dalle Università, di schierare la Chiesa contro il papa, proclamando decaduto Eugenio IV ed eleggendo in sua vece il 24 maggio 1438 un antipapa, il Duca di Savoia Amedeo VIII sotto il nome di Felice V: si era giunti al piccolo scisma d'Occidente, che venne ricomposto solo dieci anni dopo, durante l'ultima sessione a Losanna, nel 1449 con la spontanea deposizione della tiara da parte di Felice V.

## Ferrara
In Italia arrivò una nutrita delegazione bizantina (circa 700 persone), per trattare la riunione delle Chiese latina ed ortodossa. Dovevano, in altri termini, cercare una soluzione alle questioni aperte dal Grande Scisma del 1054, già discusse nel secondo Concilio di Lione. Facevano parte della delegazione l'imperatore Giovanni VIII Paleologo (1425-1448), suo fratello Demetrio, il patriarca di Costantinopoli Giuseppe II e un numero imprecisato di vescovi, dotti e teologi tra i quali spiccavano Basilio Bessarione, Isidoro di Kiev, Marco Efesio, Balsamon, Giorgio Gemisto Pletone, Giorgio Scolario e Giovanni Argiropulo.
Per il patriarca Giuseppe questo incontro aveva motivazioni squisitamente tese alla riconciliazione, mentre l'imperatore Giovanni riteneva l'accordo sostanzialmente una premessa per ottenere aiuti occidentali all'Impero bizantino ormai assediato dai turchi ottomani. Fra i vescovi latini intervenuti si segnalarono il cardinal Giuliano Cesarini, l'arcivescovo di Rodi Andrea di Costantinopoli ed il vescovo di Forlì Luigi Pirano.
Ferrara, inizialmente scelta come sede dei lavori, venne in seguito abbandonata, durante una pausa, per problemi logistici e per lo scoppio di un'epidemia di peste, che colpì la città nel 1439. Il concilio fu così trasferito a Firenze.

## Firenze

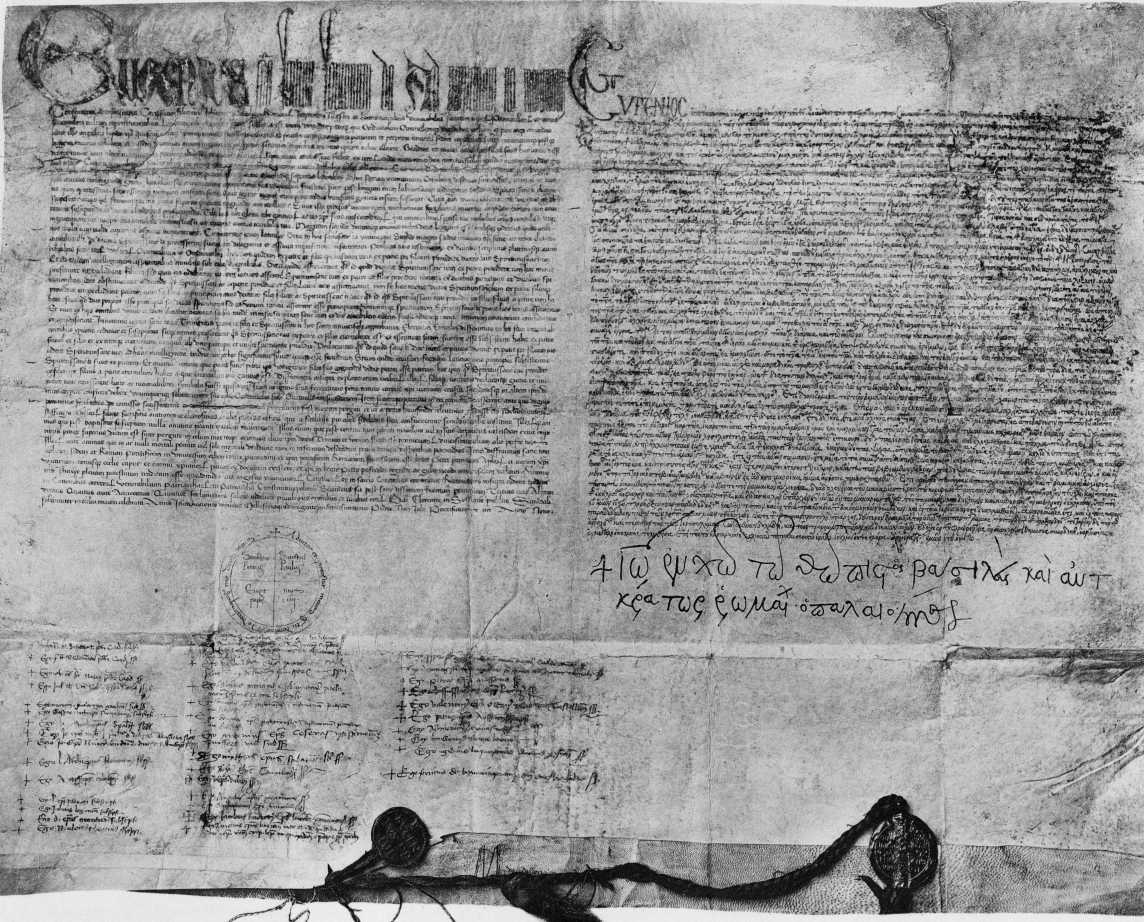
Bolla d'unione bilingue dei "Greci" e "Latini" del 1439 con firma e bolla d'oro dell'imperatore bizantino

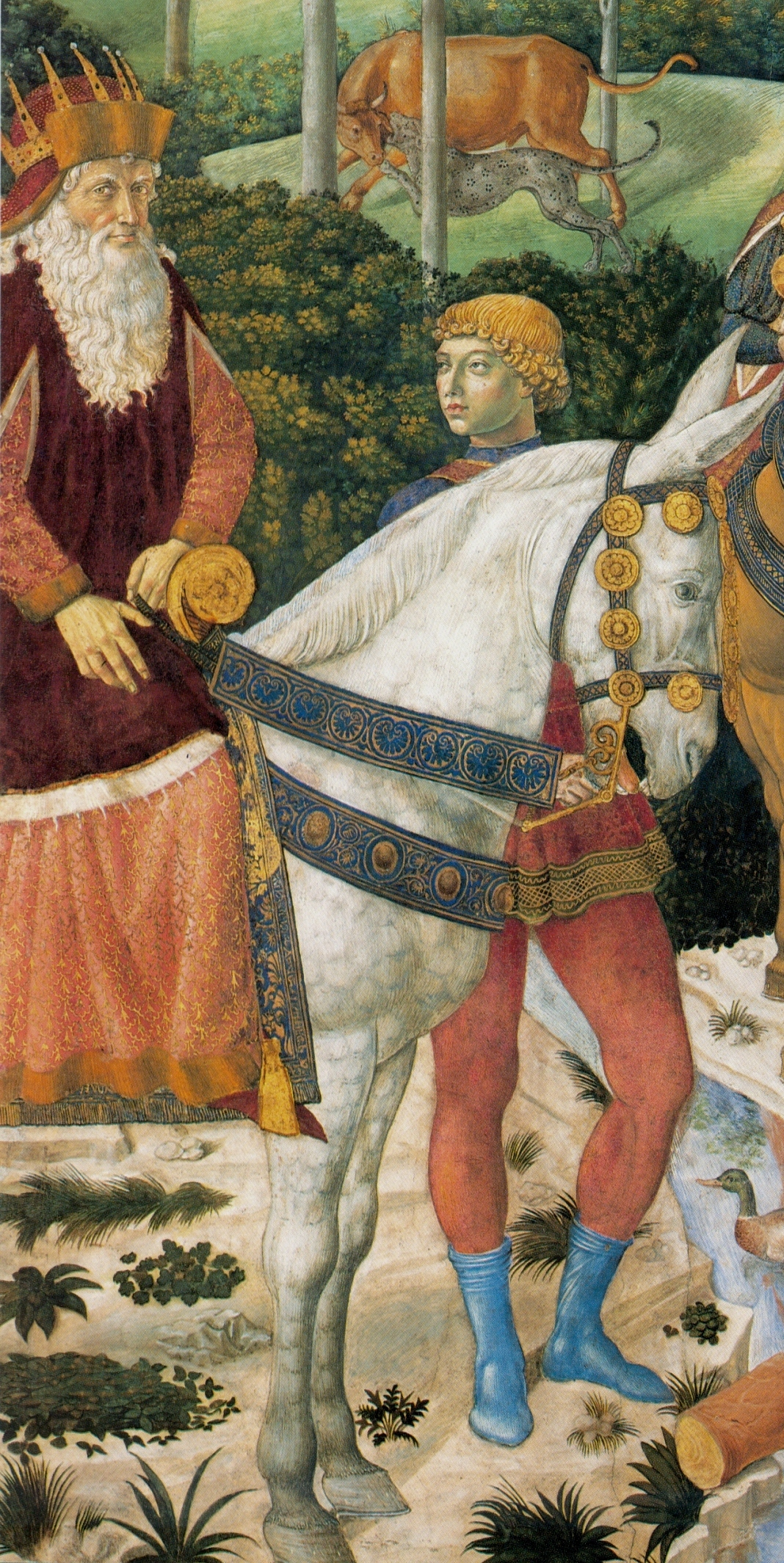
Affresco di Benozzo Gozzoli a Palazzo Medici Riccardi a Firenze, raffigurante il patriarca Giuseppe II.

Si procedette ad approfondite riflessioni teologiche per raggiungere la riunificazione tra Oriente e Occidente. La riunificazione sarebbe dovuta avvenire sul piano dogmatico e disciplinare, ma si sarebbero dovute mantenere le differenze sul piano liturgico secondo quella differenza che sarà costante in tutti i tentativi di Chiese uniati. Diversamente da quanto era accaduto nel concilio di Lione II (1274), ci furono discussioni comuni e condivise e si assistette ad un progressivo avvicinamento dei rispettivi punti di vista.
La stessa disposizione dei posti a sedere in assise lasciava intravedere un clima di unione: il papa non sedeva al centro, ma era semplicemente il primo della fila dei latini. Tra i vari punti discussi, vi furono quelli riguardanti il Filioque, la dottrina sul Purgatorio, la questione delle Sacre Specie e il primato papale. In ognuno di questi punti da entrambe le parti si poté giungere ad una sostanziale uniformità di pensiero. Infine, con la felice firma del decreto Laetentur coeli (6 luglio 1439) si giunse alla completa riunificazione tra "greci" e "latini". Simili conclusioni di unione vennero raggiunte con i siri, i copti e gli armeni.

## Risultati e conseguenze
In realtà, questo accordo rimase in buona parte solo sulla carta. Fu più che altro il tentativo disperato dell'imperatore bizantino di ottenere aiuto dall'Occidente in vista dell'assedio sempre più stretto dei turchi alla sua capitale, Costantinopoli (che sarebbe alla fine caduta di lì a poco, il 29 maggio 1453).
I risultati del concilio non vennero ratificati, anzi, al ritorno a Costantinopoli della delegazione bizantina due terzi dei vescovi e dignitari firmatari (21 su 31) ritrattarono l'appoggio e negarono l'accordo, anche per via delle rimostranze delle comunità bizantine le quali non vollero rinunciare alle proprie tradizioni liturgiche e teologiche. Questo partito anti-latino era guidato da uno dei fratelli dell'imperatore, Demetrio, e dal Mega dux Luca Notara. Ungheria e Polonia si impegnarono comunque a promuovere i dettami del Concilio, riuscendo a porre sotto Roma importanti comunità di ortodossi che da allora formano la Chiesa uniate, che riunisce oggi più di 6 milioni di persone, soprattutto in Ucraina, Slovacchia e Transilvania.
L'arrivo da Oriente degli illustri personaggi consacrò l'importanza di Firenze a livello europeo e l'esotico corteo dei dignitari stranieri ebbe un notevole impatto sugli artisti della città, come raffigurato nella Cappella dei Magi di Benozzo Gozzoli. Ne vennero sicuramente influenzati anche Piero della Francesca, Filarete e (a Ferrara) Pisanello. Alcuni storici dell'arte mettono in diretto rapporto il passaggio della cultura neoplatonica bizantina in Occidente, tramite alcuni delegati bizantini del concilio (Giorgio Gemisto Pletone e Basilio Bessarione), come uno dei motori aggiuntivi che diedero la spinta al Rinascimento italiano.